# Иммиграция в Уругвай
Иммиграция в Уругвай, известный тогда как Восточная полоса, началась с приходом испанских поселенцев во время колониального периода, .

## Общие сведения
Уругвай является многоэтнической нацией, состоящей из различных групп. Американские индейцы населяли территорию Уругвая за несколько тысячелетий до испанского завоевания в 16 веке. Испанцы и африканцы прибыли во времена колонизации.
Период иммиграции достиг своего пика в период между 1870 и 1920; тогда Монтевидео был преимущественно населён иммигрантами.
В апреле 1831 г. правительственные войска уничтожили большую часть индейцев под командованием генерала Фруктуосо Риверы.

## Основные иммиграционные группы
Среди народов, которые поселились на территории Уругвая и легли в основу общества, должны быть выделены испанцы и итальянцы, вместе с потомками африканских рабов. Существуют также значительные национальные меньшинства: армяне, австрийцы, баски, англичане, болгары, хорваты, французы, немцы, греки, цыгане, венгры, ирландцы, евреи, ливанцы, литовцы, поляки, русские, словаки, словенцы, швейцарцы, украинцы. Есть также очень маленькие азиатские общины, в основном из Китая, Японии и Кореи.
Есть недавний приток латиноамериканцев: перуанцы, боливийцы, парагвайцы. В Южной Америке очень популярен бесплатный Республиканский университет, многие студенты, которые приезжают учиться, остаются в Уругвае. Много людей из соседних Аргентины и Бразилии, которые часто ездят в Уругвай, чтобы провести свой отпуск, выбрали его в качестве постоянного места жительства. Недавняя тенденция показывает, что североамериканцы и европейцы выбирают Уругвай, чтобы провести свои последние годы. Иммигранты склонны интегрироваться в общество, а не жить отдельными общинами.
На основе данных переписи 2011 года, в настоящее время насчитывается около 77 000 иммигрантов. По состоянию на октябрь 2014 г., Уругвай получает новый иммиграционный поток сирийцев и других выходцев с Ближнего Востока в результате сирийской гражданской войны.